# Quintus Claudius Acilianus
Quintus Claudius Acilianus war ein römischer Senator aus der späten Kaiserzeit.
Während des Konsulats des Marcus Magrius Bassus und des Lucius Ragonius Quintianus im Jahr 289 n. Chr. bekleidete er das Amt des Prätors und berief zusammen mit seinem Kollegen Marcus Mallonius Undanus im Tempel des vergöttlichten Vespasian in der Stadt Cumae eine Sitzung der lokalen Ratsherren, des ordo decurionum, ein, die über die Einsetzung eines neuen Priesters der Dea Mater von Baiae zu entscheiden hatten. Als neuer Priester wurde Licinius Secundus bestimmt, der dem verstorbenen Claudius Restitutus in diesem Amt folgte und vom Priesterkollegium der Quindecimviri sacris faciundis bestätigt wurde.